# 旧制中等教育学校の一覧 (徳島県)
徳島県における旧制中等教育学校の一覧（きゅうせいちゅうとうきょういくがっこうのいちらん）とは、学制改革前（第二次世界大戦前）の徳島県内での旧学制の中等教育学校をまとめた一覧である。

## 旧制中学校

### 公立
- 名東県師範学校附属変則中学校（1875年）⇒ 高知県師範学校分校附属変則中学校 ⇒ 高知県師範学校徳島支校附属変則中学校 ⇒ 高知県徳島師範学校附属変則中学校 ⇒ 徳島中学校 ⇒ 徳島県尋常中学校 ⇒ 徳島県徳島中学校 ⇒ 徳島県立徳島中学校 ⇒《新制》徳島県徳島第一高等学校 ⇒（1949年：共学化）徳島県城南高等学校 ⇒ 徳島県立城南高等学校（1956年）
- 徳島県尋常中学校第一分校（1896年）⇒ 徳島県脇町中学校（1899年）⇒ 徳島県立脇町中学校 ⇒《新制》徳島県脇町高等学校 ⇒ 徳島県立脇町高等学校（1956年）
- 徳島県尋常中学校第二分校（1896年）⇒ 徳島県立富岡中学校（1901年）⇒《新制》徳島県富岡第一高等学校 ⇒ 徳島県富岡西高等学校 ⇒ 徳島県立富岡西高等学校（1956年）
- 徳島県撫養中学校（1909年）⇒《新制》徳島県鳴門高等学校 ⇒ 徳島県立鳴門高等学校（1956年）
- 徳島県阿波中学校（1922年）⇒《新制》徳島県阿波第一高等学校 ⇒（1949年：統合）徳島県柿島高等学校 ⇒ 徳島県立阿波高等学校（1956年）
- 徳島県池田中学校（1922年）⇒《新制》徳島県池田高等学校 ⇒ 徳島県立池田高等学校（1956年）
- 徳島県麻植中学校（1924年）⇒《新制》徳島県麻植高等学校 ⇒ 徳島県川島高等学校（1949年）⇒ 徳島県立川島高等学校 ⇒ 徳島県立川島中学校・高等学校（2006年）
- 徳島県海部中学校（1927年）⇒《新制》徳島県海部第一高等学校 ⇒（1949年：統合）徳島県日和佐高等学校 ⇒ 徳島県立日和佐高等学校 ⇒（2006年：統合）徳島県立海部高等学校
- 徳島県立渭城中学校（1941年）⇒《新制》徳島県徳島第二高等学校 ⇒（1949年：共学化）徳島県城北高等学校 ⇒ 徳島県立城北高等学校（1956年）

## 高等女学校

### 公立
- 徳島県高等女学校（1902年）⇒（1908年：徳島女子師範学校を併置）⇒ 徳島県徳島高等女学校 ⇒《新制》徳島県徳島女子高等学校 ⇒（1949年：共学化）徳島県城東高等学校 ⇒ 徳島県立城東高等学校（1956年）
- 那賀郡那賀実科高等女学校（1912年）⇒ 徳島県富岡高等女学校（1921年）⇒《新制》徳島県富岡第二高等学校 ⇒ 徳島県富岡東高等学校（1949年）⇒ 徳島県立富岡東高等学校 ⇒（2010年：中高一貫化）徳島県立富岡東中学校・高等学校
- 板野郡立実科高等女学校（1913年）⇒ 徳島県撫養高等女学校（1921年）⇒《新制》徳島県撫養高等学校 ⇒（1971年：統合）徳島県立鳴門商業高等学校 ⇒ 徳島県立鳴門第一高等学校（1993年）⇒（2012年：統合）徳島県立鳴門渦潮高等学校
- 徳島県三好郡立女子実業学校（1916年）⇒ 徳島県立三好高等女学校（1923年）⇒《新制》徳島県三好高等学校 ⇒ 徳島県辻高等学校（1949年）⇒ 徳島県立辻高等学校 ⇒（2017年：統合）徳島県立池田高等学校辻校
- 徳島県名西高等女学校（1923年：名西郡石井町）⇒《新制・共学》徳島県名西高等学校 ⇒ 徳島県立名西高等学校（1956年）
- 徳島県立美馬高等女学校（1923年）⇒《新制》徳島県美馬高等学校 ⇒（1949年：共学化）徳島県穴吹高等学校 ⇒ 徳島県立穴吹高等学校（1956年）
- 海部郡川東村外三ヶ村学校組合海部実業女学校（1922年）⇒ 組合立海部高等実業女学校（1926年）⇒ 徳島県海部高等女学校（1928年）⇒《新制》徳島県海部第二高等学校 ⇒ 徳島県川東高等学校（1949年）⇒ 徳島県立海南高等学校（1956年）⇒（2006年：統合）徳島県立海部高等学校
- 徳島県小松島高等女学校（1931年）⇒《新制》徳島県小松島高等学校 ⇒ 徳島県立小松島高等学校（1956年）
- 徳島県立名西高等女学校阿波分校（1945年）⇒ 徳島県立阿波高等女学校（1946年）⇒《新制》徳島県阿波第二高等学校 ⇒（1949年：統合）徳島県柿島高等学校 ⇒ 徳島県立阿波高等学校（1956年）
- 板野郡立農蚕学校付設実科女学校（1913年）⇒ 徳島県立板西農蚕学校付設実業女学校（1923年）⇒（1925年：独立）徳島県立板西高等実業女学校 ⇒ 徳島県立板西高等女学校（1947年）⇒《新制》徳島県立板西高等学校 ⇒（1949年：統合）徳島県立板野高等学校

### 私立
- 徳島香蘭高等女学校（1930年）⇒ 徳島佐香女子商業学校 ⇒《新制》香蘭高等学校
- 私立裁縫専修学校（1895年）⇒ 徳島女子職業学校 ⇒ 村崎女子商業学校 ⇒《新制》村崎女子高等学校 ⇒ 徳島女子高等学校 ⇒ 徳島文理中学校・高等学校
- 徳島昭和高等女学校（1928年：設置認可）⇒（1929年：廃止）

## 実業学校
- 小松島町立小松島実業学校（1934年）⇒（1944年：県立移管、商業科を徳島県立商業学校に移管）徳島県立小松島農学校 ⇒《新制》徳島県小松島農業高等学校 ⇒（1949年：統合）徳島県小松島高等学校 ⇒ 徳島県立小松島高等学校（1956年）
- 徳島県立農業学校（1904年：名東郡加茂名村）⇒《新制》徳島県徳島農業高等学校 ⇒ 徳島県城西高等学校（1949年）⇒（1956年：普通科を廃止）徳島県立徳島農業高等学校 ⇒ 徳島県立城西高等学校（1997年）
- 徳島県立工業学校（1904年）⇒《新制》徳島県徳島工業高等学校 ⇒ 徳島県立徳島工業高等学校（1956年）⇒（2009年：統合）徳島県立徳島科学技術高等学校
- 徳島市立工芸青年学校（1937年）⇒ 徳島市工業学校（1941年）⇒《新制》徳島市立工業高等学校 ⇒（1949年：統合）徳島県徳島工業高等学校 ⇒（1956年：かつての市立工業高の部門が分離独立）徳島県立徳島東工業高等学校 ⇒（2009年：統合）徳島県立徳島科学技術高等学校
- 徳島県立水産学校（1936年：海部郡日和佐町）⇒《新制》徳島県水産高等学校 ⇒（1949年：統合）徳島県日和佐高等学校 ⇒（1952年：水産課程が分離独立）徳島県水産高等学校 ⇒ 徳島県立水産高等学校（1956年）⇒（2009年：統合）徳島県立徳島科学技術高等学校
- 徳島県立商業学校（1908年）⇒《新制》徳島県徳島商業高等学校 ⇒（1949年：統合）徳島県城東高等学校商業課程 ⇒（1950年：移管）徳島県城北高等学校商業課程 ⇒（1952年：商業課程が分離独立）徳島県徳島商業高等高校 ⇒ 徳島県立徳島商業高等学校（1956年）
  - 徳島市立女子商業学校（1944年）⇒《新制・統合》徳島県徳島商業高等学校
- 徳島県立那賀農林学校（1943年：那賀郡新野町）⇒《新制》徳島県那賀農業高等学校 ⇒ 徳島県新野高等学校（1949年）⇒（2018年：統合）徳島県立阿南光高等学校
- 板野郡立蚕業学校（1906年）⇒ 板野郡立農蚕学校（1913年）⇒ 徳島県立板西農蚕学校（1923年）⇒《新制》徳島県立板西農業高等学校 ⇒（1949年：統合）徳島県立板野高等学校
- 徳島県板野郡撫養商業補習学校（1923年）⇒《新制》徳島県立鳴門商業高等学校 ⇒ 徳島県立鳴門第一高等学校（1993年）⇒（2012年：統合）徳島県立鳴門渦潮高等学校
- 三好郡町村学校組合立徳島県三好農林学校（1946年：三好郡箸蔵村）⇒《新制》徳島県三好農業高等学校 ⇒（1949年：統合）徳島県立池田高等学校農業科・箸蔵分校・箸蔵分校昼間分教室 ⇒（1952年：独立）徳島県三好農林高等学校 ⇒ 徳島県立三好農林高等学校（1956年）⇒ 徳島県立三好高等学校（1996年）⇒（2017年：統合）徳島県立池田高等学校三好校

## その他
- 私立徳島夜間中学 ⇒ 徳島県立徳島夜間中学 ⇒ 徳島県立徳島第二中学校 ⇒ 徳島県立徳島第二高等学校定時制 ⇒ 徳島県立城東高等学校定時制